# Familiengräber von Eulau

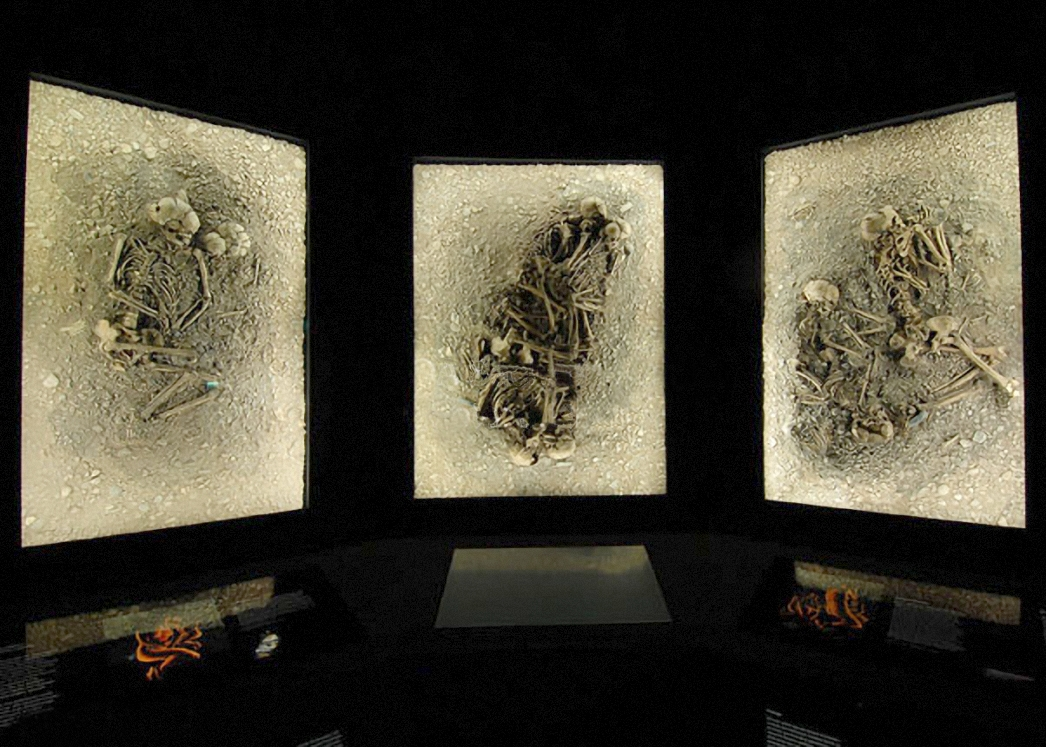
Familiengräber von Eulau im Landesmuseum

Die Familiengräber von Eulau (Burgenlandkreis, Sachsen-Anhalt) sind eine Gruppe von vier Mehrfachbestattungen. Sie wurden – neben mehreren anderen Befunden – im Jahr 2005 bei einer archäologischen Rettungsgrabung im Zuge des Kiesabbaus auf einer Hochterrasse bei Eulau (Ortsteil von Naumburg) geortet und gesichert.
Alle vier Gräber wurden im Block geborgen und anschließend in der Restaurierungswerkstatt des Landesmuseums für Vorgeschichte in Halle untersucht. Im Zuge dessen konnten die verwandtschaftlichen Beziehungen der Bestatteten und ihre Verletzungen bzw. Todesursachen durch anthropologische Untersuchungen und DNA-Analysen festgestellt werden. Die DNA-Analysen aller Individuen erbrachten bei einer zugehörigen Vierfachbestattung den Nachweis der bisher ältesten sicheren Kernfamilie der Welt. Die Gräber datieren zum Ende des 3. Jahrtausends v. Chr. und somit in die Zeit der kupfersteinzeitlichen Schnurkeramik-Kultur. Heute sind drei der vier Gräber in der Dauerausstellung des Landesmuseums in Halle ausgestellt.

## Archäologische Befunde und Funde
Bei den Gräbern von Eulau handelt es sich um einfache Erdgräber in rundlichen Grabgruben. Drei der vier Gräber wiesen Kreisgräben auf, die die Grabgruben umgaben. Dieser Befund deutet darauf hin, dass die Gräber wahrscheinlich von einem Grabhügel überdeckt waren.
Insgesamt waren in den Gräbern 13 Personen bestattet: zwei Männer, drei Frauen und acht Kinder. In zwei Gräbern sind je vier Personen bestattet, in einem Grab drei und im vierten befinden sich Skelettreste von zwei Personen. Alle Bestatteten sind in seitlicher Hockerlage beigesetzt. Auffällig ist dabei die Lage der Toten untereinander. Sie liegen sehr dicht beisammen und sind teilweise einander zugewandt, sodass ihre Hände und Gesichter einander berühren.
Die in den Gräbern gefundenen Beigaben entsprechen zumindest teilweise dem üblichen schnurkeramischen Ritus. Den Männern ist je eine Steinaxt mit ins Grab gegeben und bei den Frauenskeletten finden sich Feuersteingeräte sowie knöcherne Nadeln und Tierzahnanhänger. In allen Gräbern zeugen Schweineknochen von Speisebeigaben. Die Tiere wurden wahrscheinlich extra für die Beisetzung geschlachtet.

## Anthropologische und DNA-Untersuchungen
Die anthropologische und paläopathologische Untersuchung der vier Gräber wurde vom Institut für Anthropologie der Johannes Gutenberg-Universität Mainz durchgeführt. Dabei zeigte sich folgende Verteilung der Individuen in den vier Gräbern:
- Grab 90: eine Frau (25–35 Jahre) und ein Kind (4–5 Jahre)
- Grab 93: ein Mann (25–40 Jahre) und zwei Kinder (4–5 Jahre)
- Grab 98: eine Frau (30–38 Jahre) und drei Kinder (0,5–1 Jahre, 4–5 Jahre und 7–9 Jahre)
- Grab 99: eine Frau (35–50 Jahre), ein Mann (40–60 Jahre) und zwei Kinder (4–5 Jahre und 8–9 Jahre)

Bei fünf der 13 Personen konnte als Todesursache eindeutig Gewalteinwirkung festgestellt werden. Bei der Frau aus Grab 90 steckte eine abgebrochene Feuerstein-Pfeilspitze im vierten Lendenwirbel und es fand sich eine weitere Pfeilspitze im Brustkorb. An diesen Schussverletzungen muss sie innerhalb weniger Minuten durch Verbluten gestorben sein. Bei anderen Skeletten konnten tödliche Frakturen an den Schädeln nachgewiesen werden, die durch stumpfe Gewalt – vermutlich mittels Steinbeilen – verursacht wurden. Weitere Hinweise auf eine gewaltsame Auseinandersetzung stellen typische Verletzungen an Unterarm und Mittelhand dar, die durch Abwehr- und Schutzverhalten entstehen.
Um eine eventuelle verwandtschaftliche Beziehung zwischen den Toten nachweisen zu können, wurde anhand von Knochenproben die aDNA der Toten untersucht. Die Analyse wurde im aDNA-Spurenlabor der Universität Mainz vorgenommen. Es stellte sich heraus, dass es sich bei den vier Bestatteten aus Grab 99 um Vater, Mutter und ihre zwei Kinder handelt. Erstmals konnte somit eine prähistorische Kernfamilie zweifellos nachgewiesen werden. Darüber hinaus konnten noch weitere genetische Beziehungen der Bestatteten untereinander belegt werden, wie etwa ein gemeinsam niedergelegtes Geschwisterpaar.
Einen weiteren Untersuchungsschwerpunkt bildete die Analyse der Strontium-Isotope, die von der Universität Bristol durchgeführt wurde. Die Untersuchung von Isotopen kann wichtige Auskünfte über die Herkunft, Mobilität und das Migrationsverhalten eines Menschen liefern. Im Fall der Bestatteten von Eulau zeigte sich, dass die Strontiumwerte der Frauen von denen der Männer und Kinder abweichen. Während sich Letztere zeitlebens in der Umgebung von Eulau aufhielten, waren die Frauen während ihrer Kindheit in einer anderen Region heimisch und zogen erst später in das Gebiet um Eulau.

## Auswertung und Interpretation
Auf Grund der Befundsituation ist es möglich, dass die 13 Personen zeitgleich bestattet wurden. Belege dafür sind die ähnliche Art und Weise der Beisetzung und die unmittelbare Nähe der Gräber zueinander. Auch die Überschneidungen der 14C-Daten scheinen dies widerzuspiegeln. Die Verletzungen an den Skeletten lassen vermutlich auf eine gewaltsame Auseinandersetzung – bei der alle 13 Personen gleichzeitig zu Tode kamen – schließen. Da sich die Wunden jeweils am Hinterkopf befinden, kann man eventuell darauf schließen, dass die Getöteten auf der Flucht von hinten erschlagen worden sind.
Die gewissenhafte, nahezu liebevolle Bestattung der Toten sowie die Orientierung an den üblichen Bestattungsriten sprechen dafür, dass die Toten von den Überlebenden der Gemeinschaft bestattet wurden. Dabei könnte es sich um Männer und Frauen jugendlichen Alters gehandelt haben, die unter den Toten fehlen und sich zum Zeitpunkt des Überfalls möglicherweise nicht in der Siedlung aufhielten.
Die Untersuchungen der Familiengräber von Eulau sind zum heutigen Zeitpunkt noch nicht abgeschlossen. Vor allem die Frage nach den Tätern dieses Überfalls beschäftigt die Wissenschaftler weiter. Wichtigstes Indiz bilden dabei die „Tatwaffen“ – vor allem die beiden Pfeilspitzen, durch die eine der Frauen zu Tode kam, und ihre kulturelle Einordnung in das Spätneolithikum. Diese so genannten Querschneider verwendeten zum Beispiel die Träger der Schönfelder Kultur.

## Filme
- Die Tragödie von Eulau | Museum exklusiv. Landesmuseum für Vorgeschichte Halle. In: YouTube. 31. Mai 2021, abgerufen am 28. Juli 2022.